# 34399 Hachiojihigashi
34399 Hachiojihigashi è un asteroide della fascia principale. Scoperto nel 2000, presenta un'orbita caratterizzata da un semiasse maggiore pari a 2,6792626 au e da un'eccentricità di 0,1021135, inclinata di 9,65203° rispetto all'eclittica.
L'asteroide è dedicato al team della scuola superiore Hachioji-higashi vincitore di un concorso per la progettazione di un satellite.